# Campanula austroxinjiangensis
Campanula austroxinjiangensis är en klockväxtart som beskrevs av Y.K.Yang, J.K.Wu och J.Z.Li. Campanula austroxinjiangensis ingår i släktet blåklockor, och familjen klockväxter.
Artens utbredningsområde är Xinjiang (Kina). Inga underarter finns listade i Catalogue of Life.